# جان ئی. کنا
جان ئی. کنا (به انگلیسی: John E. Kenna) سناتور سابق عضو حزب دموکرات ایالات متحده آمریکا بود. وی در سال ۱۸۸۳ تا ۱۸۹۳ میلادی سناتور ایالت ویرجینیای غربی در سنای ایالات متحده آمریکا بود.